# Erastria rubra
Erastria rubra là một loài bướm đêm trong họ Geometridae.